# Puchheim
Puchheim là một đô thị near Munich thuộc huyện Fürstenfeldbruck, trong bang Bayern, nước Đức. Đô thị Puchheim có diện tích 12,23 km², dân số thời điểm 31 tháng 12 năm 2006 là 19.419 người. 